# Thomas Byrne
Thomas Byrne (Hertford, 3 gennaio 1997) è un attore inglese.

## Biografia
Thomas Byrne nasce il 3 gennaio 1997, fratello maggiore dell'attore Andrew Byrne.
Nel 2004, all'età di soli 7 anni, comincia la sua carriera da attore interpretando Darren nella serie Rose and Maloney. Seguono partecipazioni a molte altre serie tra cui Casualty (2004), un importante ruolo in Down to Earth (2004), The Last Detective (2005), Extras (2005), Where the Heart Is (2006), The Bill (2006), Wire in the Blood (2007-2008), Mutual Friends (2008).
Nel 2007 partecipa al suo primo film televisivo, Who Killed Mrs De Ropp?, dove interpreta Cyril.
Nel 2020 entra nel cast della quarta stagione della serie Netflix The Crown interpretando il ruolo del Principe Andrea, terzogenito della Regina Elisabetta II. 
È conosciuto per l'interpretazione di Nemo all'età di 9 anni in Mr. Nobody di Jaco Van Dormael.

## Filmografia e Televisione
| Anno      | Titolo                                 | Ruolo                         | Note |
| --------- | -------------------------------------- | ----------------------------- | --- |
| 2004      | Rose and Maloney                       | Darren                        | Episodio 2 |
| 2004      | Casualty                               | Zac Lesser                    | 1 Episodio: "When the Devil Drives" - Titolo originale |
| 2004      | Down to Earth                          | Sam Brewer                    | |
| 2005      | The Last Detective                     | Bobby Fallon                  | 1 Episodio: "Willesden Confidential" - Titolo originale |
| 2005      | Extras (serie televisiva)              | Ragazzo                       | 1 Episodio: "Ben Stiller" - Titolo originale |
| 2006      | Where the Heart is                     | Callum Blakeney               | 4 Episodi: "R.S.V.P.","Greater Love","Home Grown" e " Walk of Faith" - Titoli originali |
| 2006      | Metropolitan Police (serie televisiva) | Jake Manson                   | 3 Episodi: "390","402" e "460" - Titoli originali |
| 2007      | Who Killed Mrs De Ropp                 | Cyril                         | Film |
| 2007-2008 | Wire in the Blood                      | Ben Fielding                  | 7 Episodi: "The Colour of Amber", "Nocebo", "The Names of Angels", "Unnatural Vices: Part 1", "Unnatural Vices: Part 2", "Falls the Shadow: Part 1" e "Falls the Shadow: Part 2 " - Titoli originali |
| 2008      | Mutual Friends                         | Connor Cato                   | 4 Episodi |
| 2009      | Mr. Nobody                             | Nemo a 9 anni                 | Film |
| 2020      | The Crown (quarta stagione)            | Principe Andrea, Duca di York | Serie TV |

## Curiosità
Ha frequentato il St Edmund's college Catholic school nella cittadina di Ware.
È un fan accanito del  Celtic Football Club e del Tottenham Hotspur Football Club, di cui possiede un abbonamento calcistico.